# Усть-Ионыш
Усть-Ионыш — село в Чарышском районе Алтайского края. До 4 марта 2022 года входило в состав сельского поселения Тулатинский сельсовет.

## История
Основано в 1909 г. В 1928 году посёлок Нижне-Ионыш состоял из 17 хозяйств, основное население — русские. В административном отношении входил в состав Алексеевского сельсовета Бащелакского района Бийского округа Сибирского края.

## Население
| 1926 | 1997 | 1998 | 1999 | 2000 | 2001 |
| ---- | ---- | ---- | ---- | ---- | ---- |
| 93   | ↘2   | ↘1   | →1   | →1   | →1   |
| 2007 | 2008 | 2009 | 2010 | 2011 | 2012 |
| ↗2   | ↗4   | →4   | ↘3   | ↗5   | ↘3   |
| 2013 |      |      |      |      |      |
| ↗4   |      |      |      |      |      |

Национальный состав
Согласно результатам переписи 2002 года, в национальной структуре населения русские составляли 100 %.